# Erebia purpurea
Erebia purpurea är en fjärilsart som beskrevs av Sibille 1927. Erebia purpurea ingår i släktet Erebia och familjen praktfjärilar. Inga underarter finns listade i Catalogue of Life.